# Paço de Calheiros
O Paço de Calheiros localiza-se na freguesia de Calheiros, no município de Ponte de Lima, distrito de Viana do Castelo, em Portugal.
Encontra-se classificado como Imóvel de Interesse Público desde 1977.
Os jardins que circundam o Paço e que datam dos séculos XVIII e XIX estão classificados como Jardins Históricos pela Associação dos Jardins Históricos Portugueses.

## História
Erguido numa das colinas que rodeiam a vila, trata-se de um antigo solar, que remonta ao século XVII. É considerado como o mais representativo das casas nobres de Ponte de Lima. Em 1980 foi restaurado e abriu as suas portas ao Turismo de Habitação pertencendo à Associação de Turismo de Habitação -Turihab, Solares de Portugal.
Francisco da Silva Calheiros e Meneses, é o atual Representante da família Calheiros e da Casa de Calheiros, Chefe titular de Nome e Armas de Calheiros, embora de varonia de Araújo, Senhor do Solar de Calheiros e Representante do título de 3.º Conde de Calheiros.
A família sempre esteve ligada ao Solar e à região, mantendo ainda hoje essa rara particularidade. O Solar foi mandado construir no século XVII por Francisco Jácome Lopes de Calheiros, Senhor do Couto de Calheiros, que quando demoliu a velha torre dos Calheiros usou a sua pedra no Solar. Ainda hoje existem vestígios da antiga Torre, no campo dos Paços Velhos, onde foi encontrado o forno medieval, peça de grande valor arqueológico.

## Arquitectura do Paço de Calheiros
Segundo a Nota Histórica da Direcção Geral do Património Cultural (Governo Português), "O Paço de Calheiros, actualmente a funcionar como Turismo de Habitação, remonta ao século XIV, época em que a quinta foi doada aos novos proprietários.
São testemunhos destes tempos a lápide de escrita gótica, do século XV, e o brasão de armas do século XVI (com a data de 1533), que se encontram junto ao portão de entrada ( Inventário Artístico da Região do Norte, III, 1974, p. 25). É possível que a habitação original tenha obedecido ao modelo medieval da denominada "casa torre", de grande fortuna nesse período. Prova do prestígio da torre é a sua manutenção e integração na arquitectura civil das centúrias subsequentes, da qual o Paço de Calheiros é um dos melhores exemplos.
Em 1700, o edifício foi reconstruído pelo então proprietário Francisco Jácome Lopes Calheiros de Araújo, numa planta rectangular e irregular, com duas fachadas de grande imponência, onde as torres constituem um factor preponderante na cenografia e dinamismo do edifício. Na verdade, era exactamente este o objectivo da utilização das torres no barroco, principalmente o modelo que se caracteriza pela utilização de duas torres, pois permitia um "desenvolvimento mais espectacular das fachadas" (AZEVEDO, 1969, p. 81). O Paço de Bertiandos, em Ponte de Lima ou o solar dos Pinheiros, em Barcelos são alguns dos exemplos mais significativos com os quais o Paço de Calheiros pode ser cotejado.
A fachada lateral abre-se sobre o jardim, situado numa zona inferior, e organizado em função de uma fonte circular. Entre as torres, de três andares, coroadas por esferas no prolongamento dos cunhais, desenvolve-se um corpo longitudinal, aberto por uma sucessão rítmica de portas e janelas, no piso térreo, e apenas janelas com forte cornija no andar nobre. O alçado principal, que forma uma espécie de U, pode dividir-se em três corpos, constituindo a capela o eixo da composição. O da esquerda é relativamente simples, sem elementos de destaque. No central, mais recuado, destaca-se a capela, antecedida por escadaria que se divide em dois tramos, um de acesso ao andar nobre do corpo atrás referido o oposto, que se liga à varanda alpendrada. A secção correspondente à capela é delimitada por pilastras que suportam a empena. Ao centro, abre-se o portal de linhas rectas, com entablamento e frontão de volutas interrompido pelo brasão dos Calheiros. Sobre telhado, uma sineira assinala o local do templo. No seu interior, ganham especial importância os retábulos de talha, principalmente o retábulo-mor, de estilo nacional, mas sem douramento ( Inventário Artístico da Região do Norte, III, 1974, p. 25).
O restante corpo desta fachada é antecedido por uma varanda alpendrada, com colunas dóricas, à qual correspondem dois arcos de volta perfeita no piso térreo. A varanda prolonga-se até ao último volume, constituído pela torre.
De acordo com os estudos disponíveis, o Paço de Calheiros singulariza-se, no âmbito da arquitectura civil barroca do Norte do país, pelas duas imponentes fachadas, pouco comuns. Todavia, a opção pelo modelo das duas torres, de origem medieval, a par da colunata da varanda, na fachada principal, ou ainda as esferas sobre pirâmides dos remates, denotam uma persistência de determinadas tendências de épocas anteriores, quinhentistas ou seiscentistas (AZEVEDO, 1969, p. 125).
(Rosário Carvalho)"

## O Arquivo do Paço de Calheiros
O Paço de Calheiros dispõe de um arquivo documental de elevado valor histórico, com documentos que chegam a datar do século XIII.
No sentido de catalogar, preservar e divulgar este acervo, foi realizado todo o levantamento, registo e catalogação do arquivo num projeto desenvolvido pela Associação Portuguesa de História da Vinha e do Vinho com o apoio da Fundação Gulbenkian, Câmara Municipal de Ponte de Lima e da CVRVV - Comissão de Viticultura da Região dos Vinhos Verdes.
O acervo encontra-se disponível no catálogo do Arquivo Municipal de Ponte de Lima.